# アリドオシラン属
アリドオシラン属 Myrmechis は、ラン科植物の1群。ごく小型のものが多い。

## 特徴
地上性の多年生草本。茎の下部は地上を這い、各節から短い根のようなものを出すが、これは真の根ではなく、ムカゴ状の芽が根の役割を果たすもので、真の根はない。葉は数個を互生、卵形で短い柄があり、基部は茎を抱く。
花は穂状に少数を生じ、時に単一の花だけをつける。萼片はその基部で互いに癒合する。唇弁は蕊柱の根本にくっつき、基部は、丸く膨らんで肉質の2突起を持つ。距はない。幅の狭い柄のような爪部と先端の広がった舷部がはっきり区別できる。爪部は縁が滑らかで突起などはなく、舷部の先端は2つに割れる。蕊柱は短く、柱頭は直立する嘴体の両側にある。花粉塊は2個。
学名は「アリ」の意で、花が小さいことからアリを連想したものとのこと。

## 分類
本属はシュスラン属 Goodyera と近縁なものの一つで、茎が地上を横に這い、節ごとに根と葉を出し、先端が直立し、そこに花を総状花序につける点などで共通する。多くの属があるが、それらは花の内部の詳細な構造で区別され、簡単に判別するのは難しい。
以下の種が知られていて、日本にはアリドオシランとツクシアリドオシランの2種が分布し、マレーシア、東アジアに数種が分布している。
- Myrmechis aurea (J.J.Sm.) Schuit.
- Myrmechis bakhimensis D.Maity, N.Pradhan & Maiti
- Myrmechis bilobulifera (J.J.Sm.) Schuit.
- Myrmechis chalmersii (Schltr.) Schuit.
- Myrmechis chinensis Rolfe
- Myrmechis drymoglossifolia Hayata
- Myrmechis glabra Blume
- Myrmechis gracilis (Blume) Blume
- Myrmechis japonica Rchb.f. Rolfe - アリドオシラン、唇弁は萼片より長く、舷部は広がり、倒3角形で2裂する。
- Myrmechis kinabaluensis Carr
- Myrmechis perpusilla Ames
- Myrmechis philippinensiis Ames
- Myrmechis quadrilobata (Schltr.) Schuit.
- Myrmechis seranica J.J.Sm.
- Myrmechis tsukusiana Masam. - ツクシアリドオシラン、アリドオシランに似ているが唇弁は萼片より短く、舷部は広がらず、切形。四国（剣山、石鎚山など）と九州（霧島山、高隈山など）、屋久島に分布する。環境省のレッドリストで絶滅危惧IA類に選定されている[4]。
- Myrmechis urceolata Tang & K.Y.Lang

名前の上で似たものにヤクシマヒメアリドオシラン Kuhlhasseltia yakushimensis があるが、これは属が異なりハクウンラン属 Kuhlhasseltia に含まれる。この属に含まれるものも本属とはよく似ており、花の構造でも萼片が合着する点なども共通しているが、例えばハクウンラン属の唇弁には距がある点などで区別される。